# Лапова (приток Кихти)
Лапова — река в России, протекает в Усть-Кубинском районе Вологодской области. Устье реки находится в 46 км по левому берегу реки Кихть. Длина реки составляет 14 км.
Исток Лаповы находится около нежилых деревень Ушаково и Ковыриха и в 5 км к северо-западу от деревни Королиха (центр Томашского сельсовета). Река течёт на юго-запад, в верхнем течении протекает нежилые деревни Сухарево и Житнихино, в нижнем течении течёт по лесному массиву. Впадает в Кихть в 10 километрах к северо-западу от села Заднее

## Данные водного реестра
По данным государственного водного реестра России относится к Двинско-Печорскому бассейновому округу, водохозяйственный участок реки — озеро Кубенское и реки Сухона от истока до Кубенского гидроузла, речной подбассейн реки — Сухона. Речной бассейн реки — Северная Двина.
По данным геоинформационной системы водохозяйственного районирования территории РФ, подготовленной Федеральным агентством водных ресурсов:
- Код водного объекта в государственном водном реестре — 03020100112103000006198
- Код по гидрологической изученности (ГИ) — 103000619
- Код бассейна — 03.02.01.001
- Номер тома по ГИ — 03
- Выпуск по ГИ — 0